# Osmia nemoris
Osmia nemoris là một loài Hymenoptera trong họ Megachilidae. Loài này được Sandhouse mô tả khoa học năm 1924.